# Joseph P. Kennedy Jr.
Joseph Patrick "Joe" Kennedy, Jr., född 25 juli 1915 i Hull, Massachusetts, död 12 augusti 1944 ovanför Blythburgh, Suffolk, Storbritannien, var äldste son till Joseph Kennedy, bror till president John F. Kennedy och en amerikansk krigshjälte.
Han omkom i strid under andra världskriget.